# جمعية ضغط الدم البريطانية

شعار الجمعية

جمعية ضغط الدم البريطانية (بالإنجليزية: British Hypertension Society)‏ هي جمعية مهنية تأسست عام 1981 لتوفير محفل مناسب للأطباء والجراحين ومختصي علوم الفيزيولوجيا وعلم الأدوية وغيرهم من المهتمين في موضوع فرط ضغط الدم حيث يمكن أن يجتمعوا ويعرضوا أعمالهم. وللجمعية ملتقى سنوي.
جمعية ضغط الدم البريطانية عضو في جمعية ضغط الدم الدولية والجمعية الأوروبية لفرط ضغط الدم وجمعية القلب والأوعية الدموية البريطانية.

## روابط خارجية
- الموقع الرسمي نسخة محفوظة 3 أغسطس 2017 على موقع واي باك مشين.